# Centre culturel islamique de Québec
Le Centre culturel islamique de Québec (CCIQ; arabe : المركز الثقافي الإسلامي بك‌بیك) est un organisme ayant pour but de « répondre au besoin spirituel, social et économique de la communauté musulmane » de la ville de Québec, au Canada. Son lieu de culte principal est la grande mosquée de Québec, bâtie dans le complexe culturel.

## Histoire
Le Centre culturel islamique de Québec a été fondé en 1985 à l'Université Laval. Il a pour but d'aider les musulmans résidant à Québec de s'intégrer dans la société québécoise, et de promouvoir l'islam dans leur ville.

## Activités

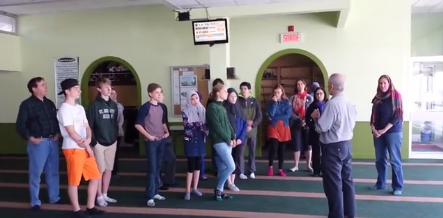
Visite porte ouverte

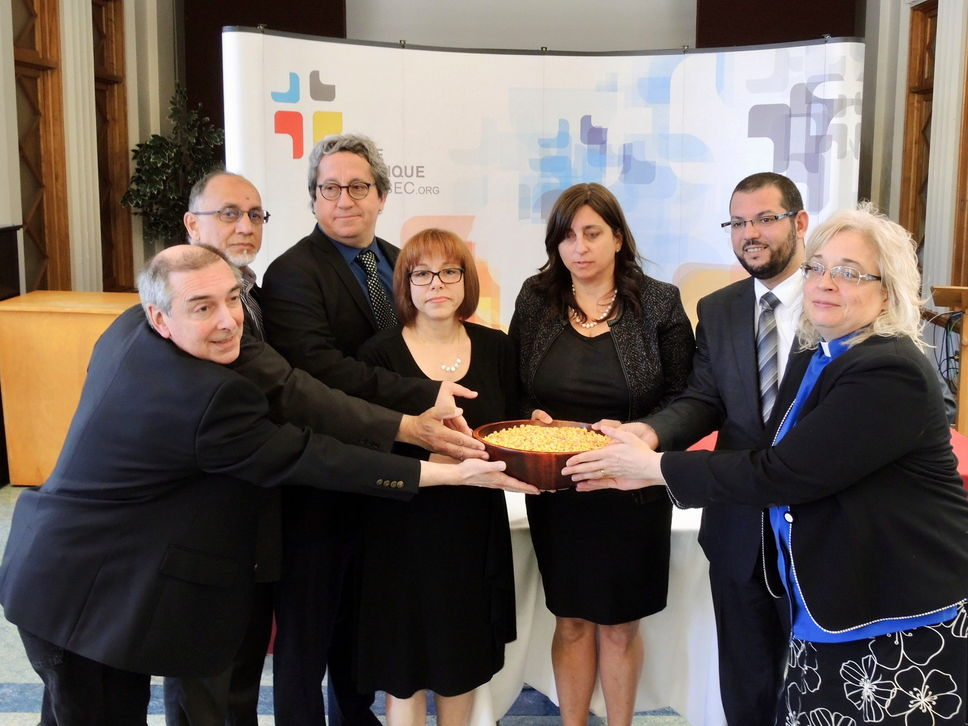
Combattre la famine

Le centre offre divers services et activités tels que:
- Les conférences d'intégration[1],[2].
- L'école coranique et les cours d'arabe.
- La célébration des naissances et des mariages.
- Les services funéraires.

Le centre est également activement impliqué dans de nombreuses causes humanitaires,.
Chaque année, le centre ouvre ses portes à tous, ce qui permet de répondre aux interrogations des visiteurs.

## Mosquées

### Grande mosquée de Québec
Le projet d'une grande mosquée à Québec a été lancé en 2002 par le CCIQ.
En 2009, le CCIQ achète l'immeuble situé à l'angle de la route de l'Église et du chemin Sainte-Foy pour la somme de 1,4 million$. Cet immeuble est d'une superficie de 12 100 pieds carrés et peut accueillir environ 1000 personnes.
L’acquisition d’un nouvel immeuble par la communauté musulmane doit permettre la création d’une Grande Mosquée et ainsi résoudre le problème du manque d’espace. Actuellement, on estime le nombre de musulmans qui résident à Québec à environ 8000 personnes.

### Mosquée Annour
De confession sunnite, il s'agit de la première mosquée fondée à Québec. Cette dernière est administrée par le CCIQ,.

## Positions politiques
Le Centre prend régulièrement position dans le débat politique québécois. Il a notamment témoigné devant la Commission Bélanger-Campeau et la Commission Bouchard-Taylor. En 2011, il a également témoigné en commission parlementaire à l'Assemblée nationale du Québec contre certains aspects du projet de loi 94 présenté par le gouvernement Jean Charest encadrant l'administration des services de l'État à visage découvert.
En 2013, il a ouvertement dénoncé le projet de Charte des valeurs.

### Attaque du 29 janvier 2017
Le 29 janvier 2017, la mosquée est la cible d'une attaque terroriste. Un tireur ouvre le feu sur la foule et 6 personnes sont tuées, 8 autres sont blessées. L'attentat est dénoncé par toute la classe politique québécoise et attire une vague de sympathie à travers le monde. Justin Trudeau, le premier ministre canadien, a dénoncé cet «attentat terroriste dirigé contre des musulmans»,,.